# HD 210277
HD 210277 – gwiazda typu widmowego G znajdująca się w gwiazdozbiorze Wodnika. Jest to samotna gwiazda z układem planetarnym i wykrytym dyskiem pyłowym. Znajduje się w odległości około 69,6 lat świetlnych od Słońca.

## Właściwości fizyczne
HD 210277 to gwiazda typu G8V, czyli późno-typowa gwiazda ciągu głównego, podobna do Słońca, lecz nieco od niego masywniejsza i starsza. Temperatura efektywna wynosi ok. 5705 K, a prędkość rotacyjna gwiazdy to około 1,9 km/s. Jej jasność wizualna to 6,54 magnitudo, co oznacza, że nie jest widoczna gołym okiem, lecz można ją dostrzec przez lornetkę. Pomiar paralaksy z misji Gaia wskazuje na odległość 21,34 parseka (ok. 69,6 lat świetlnych). Gwiazda wykazuje bardzo niską aktywność chromosferyczną i zbliża się do Słońca z prędkością radialną wynoszącą −20,9 km/s.

## Układ planetarny
W 1998 roku ogłoszono odkrycie egzoplanety HD 210277 b, na podstawie pomiarów prędkości radialnej wykonanych w Obserwatorium Kecka w latach 1996–1998. Planeta ma minimalną masę około 1,24 masy Jowisza i porusza się po wysoce ekscentrycznej orbicie o okresie orbitalnym wynoszącym 442 dni i półosi wielkiej 1,138 jednostki astronomicznej.

## Dysk pyłowy
W 1999 roku zaproponowano istnienie dysku pyłowego wokół gwiazdy, podobnego do pasa Kuipera w Układzie Słonecznym, w odległości 30–62 AU. Obserwacje wykonane przy użyciu teleskopu Spitzera nie wykazały nadmiaru promieniowania podczerwonego w pasmach 24 i 70 mikrometrów, jednak dalsze badania przy pomocy teleskopu Herschel potwierdziły nadmiar emisji w pasmach 100 i 160 mikrometrów. Analiza wskazuje na obecność chłodnego dysku w odległości około 160 AU od gwiazdy, o temperaturze około 22 K.